# Sponová koruna

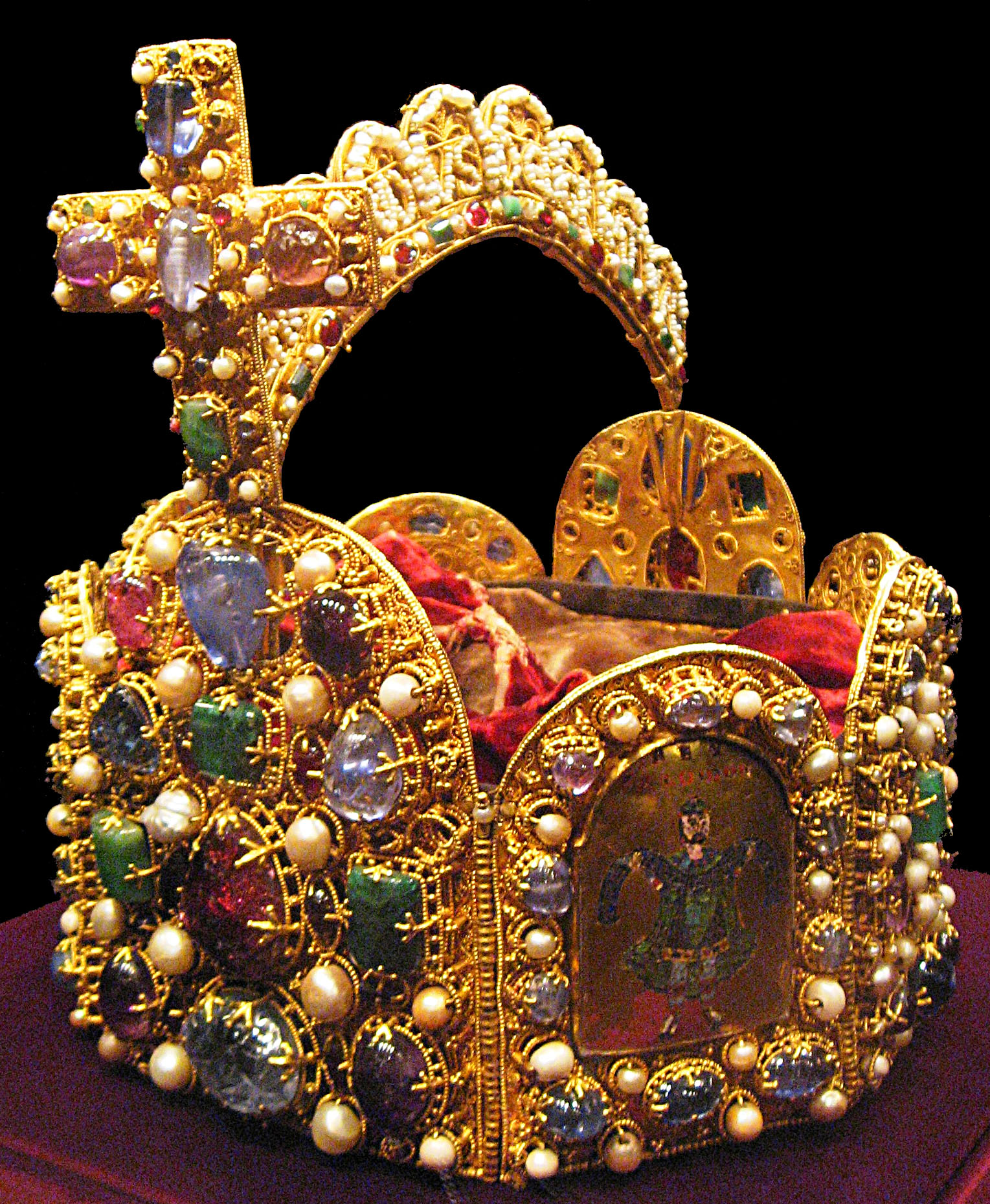
Říšská koruna je typickým příkladem sponové koruny

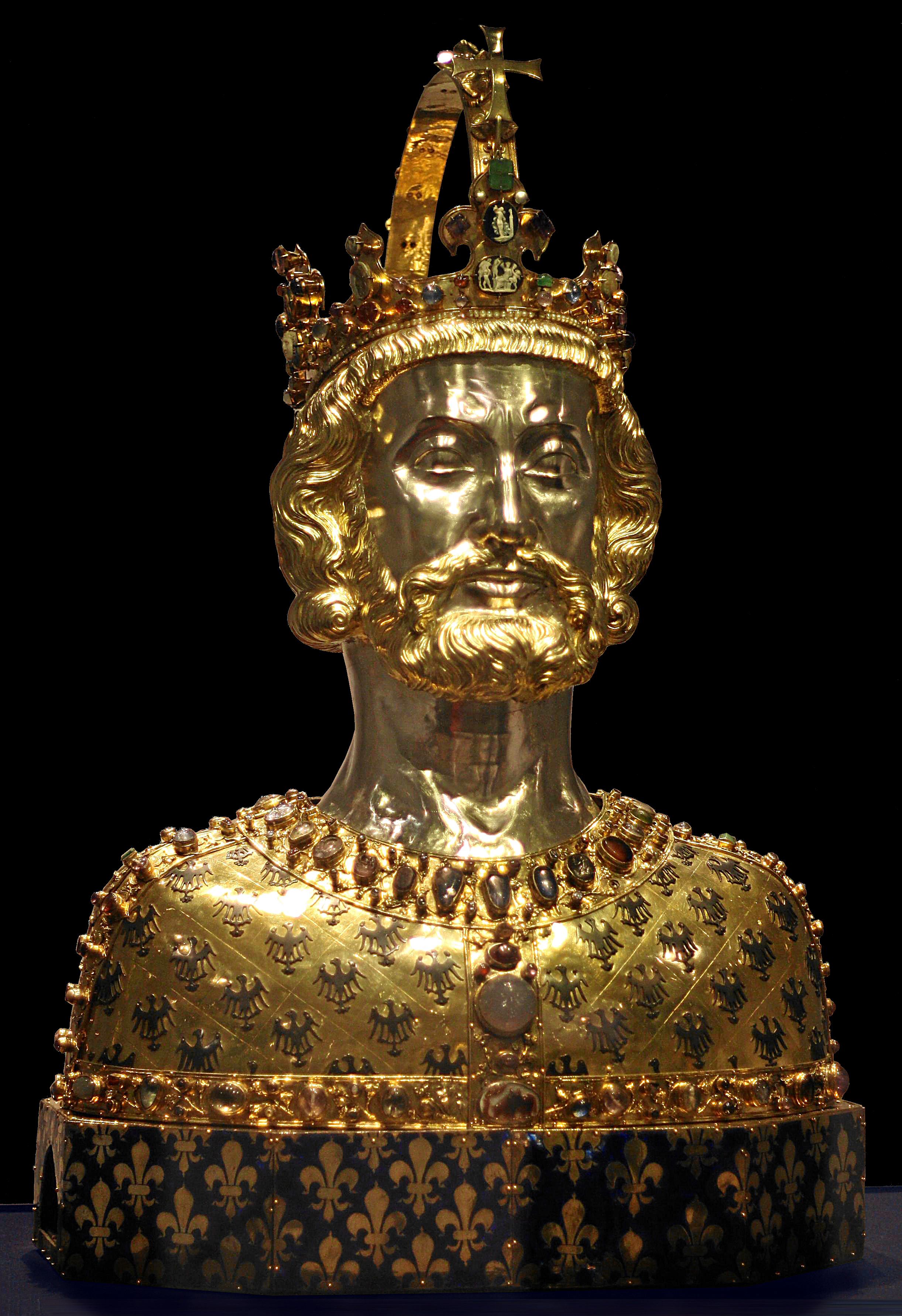
Sponová koruna na gotické bustě Karla Velikého v pokladnici katedrály v Cáchách

Sponková či přezková koruna (německy Bügelkrone, či Spangenkrone) je zvláštní druh koruny pro mužské panovníky, častěji zmiňovaná jako karolinský panovnický znak od poloviny 9. století.

## Vznik
Aby bylo možno korunu překlenout křížem, nechal poprvé křesťanský císař Justinián I. (Justinián Veliký, 482–565) svou korunu překlenout obloukem, který sloužil jako podstavec křížku, čímž vznikl prototyp obloukové či sponové koruny. Také král Jindřich IV. Anglický (1366–1413) byl roku 1399 korunován sponovou korunou. Kristián IV. (1577–1648), král dánský a norský, nahradil starou královskou korunu uzavřenou sponovou korunou.
Sponová koruna byla zpočátku čtyřhrotá plátková koruna s perlami mezi výběžky koruny. Později byly perly nahrazeny křížkem. Čelenka koruny byla prostá a zdobená několika drahokamy. V heraldice je koruna chápána jako erbovní figura ve štítu.
Typickou sponovou korunou je například říšská koruna Svaté římské říše.